# Ferrari 400

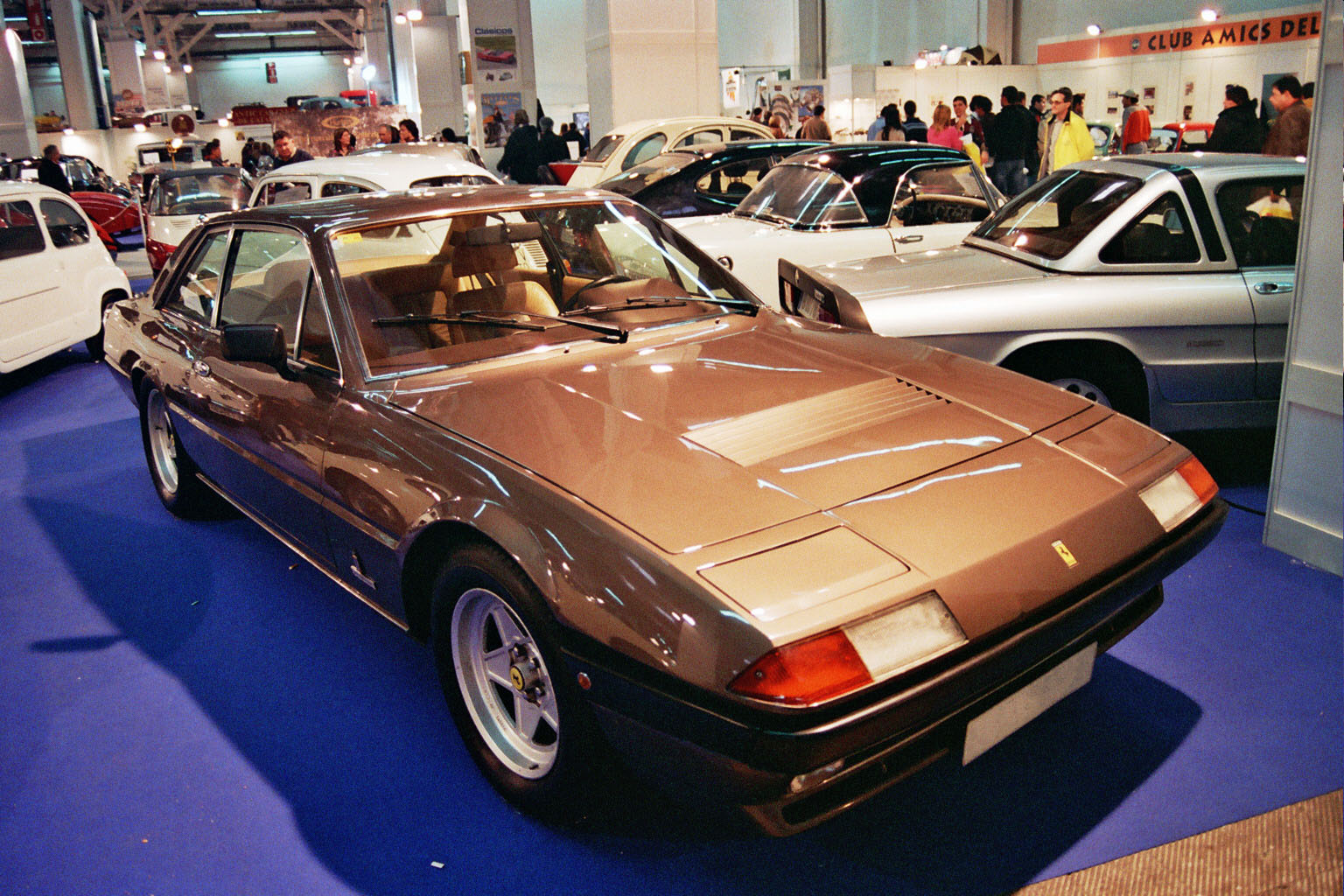
Une Ferrari 400i.

La Ferrari 400 est une automobile de tourisme développée par le constructeur italien Ferrari, dessinée par Pininfarina. Caractérisée par une carrosserie 2+2 et un moteur V12 allant de 310 à 340 ch à l'avant, elle est la Ferrari à avoir eu la plus longue carrière dans ses multiples déclinaisons : 365 GT4 2+2, 400, 400i puis 412 (soit 17 années de production). La version Automatic était dotée d'une boîte automatique General Motors 3 rapports.

## Ferrari 365 GT4 2+2

### Contexte
En 1960, Ferrari lance sa première 2+2 : la 250 GTE dotée d'un V12 de 3 litres, remplacée en 1963 par la 330 GT et son V12 de 4 litres. En 1968 apparaît la 365 GT 2+2. Son V12 de 4 390 cm3 à 3 carburateurs (comme les 2 précédentes) dont les 4 ACT tempèrent la puissance développe 320 ch. Il servira de base à la première voiture de la lignée : la 365 GT/4 2+2 présentée au Salon de Paris en 1972.

### Design
C'est Pininfarina, designer historique de Ferrari, qui fut chargé du dessin de la voiture. Le style, dû au coup de crayon de Leonardo Fioravanti, rompt nettement avec celui de ses devancières : loin des galbes et rondeurs des années 1960, elle se rallie aux lignes tendues en vogue dans les années 1970. Le carrossier a dessiné une ligne où le capot offre une grande surface basse et quasiment plane que surplombe un pare-brise très incliné. Il a repris l'idée de l'échancrure qui ceinture la caisse déjà présente sur la Daytona.
Certains journalistes et clients lui reprochèrent une ligne trop sobre et pas assez sportive pour une Ferrari, mais son originalité et la modernité - pour l'époque - de son dessin lui permirent une longue carrière sans modification majeure.
Il est à noter que les capots avant et arrière sont en aluminium pour plus de légèreté.

### Moteur - Performances
Le moteur est issu directement de la Ferrari 365 GT 2+2, auxquels 3 carburateurs supplémentaires sont installés. Le V12 de 4,4 litres tout alliage à 4 arbres à cames en tête (tipo F101 AC) développe ainsi 340 ch, autorisant une vitesse maximale de plus de 240 km/h.

### Structure et châssis
Elle est basée sur le châssis de la 365 GTC/4 allongé de 20 centimètres (et la voie arrière élargie de 20 mm). Elle est cependant 20 cm moins longue et donc finalement plus manœuvrable que sa devancière la 365 GT 2+2. La voiture est donc dotée d'un châssis tubulaire sur lequel les panneaux de la carrosserie sont installés.
La suspension à quatre roues indépendantes et correcteur d'assiette sur le train arrière combinée à une direction assistée assure un confort plus important et une maniabilité plus simple que dans les autres modèles de la gamme à l'époque. Quatre freins à disques ventilés assistés garantissent la décélération de l'automobile. Le poids est donné pour 1 500 kg.

### Habitabilité
Suivant la lignée traditionnelle des 2+2 Ferrari, la 365 GT4 2+2 est une deux portes avec quatre places. L'allongement de l'empattement de la 365 GTC/4 permet de majorer encore l'espace à l'arrière et l'habitabilité générale par rapport aux modèles précédents. L'habitacle est entièrement décoré de bois et cuir : ce dernier recouvre même le pavillon de toit.

## Ferrari 400 (GT / Automatic)

### Contexte
En 1976, Ferrari décide d'implanter un nouveau moteur dans sa 2+2. Le nouveau modèle sera nommé « 400 », valeur de la cylindrée unitaire du bloc moteur.

### Style
Esthétiquement la 400 GT remplace les trois petits feux ronds de chaque côté de la poupe de sa devancière par deux gros, dans la tradition des Ferrari de l'époque.

### Moteur - Performances
Le nouveau moteur est toujours un V12 à quatre ACT et six carburateurs Weber, mais la cylindrée est revue à la hausse pour atteindre 4 823 cm3. La puissance développée reste cependant de 340 ch. Mais le plus important est l'apparition pour la première fois dans l'histoire de la marque d'une voiture vendue de série avec une boîte automatique d'origine General Motors à trois rapports, la version manuelle à cinq vitesses étant en option. La mauvaise réputation de la boîte automatique tient surtout à son inadaptation aux régimes élevés du V12 Ferrari.

## Ferrari 400i / 400i Automatic

### Contexte
En 1980, la 400 doit suivre les nouvelles normes de pollution dictées par les crises pétrolières des années 1970. C'est la version la plus produite avec 1 306 exemplaires.

### Design
Pour suivre la mode de l'époque, Ferrari procède à quelques petits changements esthétiques, en utilisant du plastique pour les rétroviseurs et le spoiler avant.

### Moteur - Performances
Pour justifier le "i" apparu sur la malle arrière, la 400 troque ses carburateurs contre une injection K-Jetronic. Elle perdra 30 ch dans la conversion et les performances diminueront donc légèrement.
En 1983, l'admission est retouchée pour obtenir 315 ch. Au passage la 400i reçoit un correcteur d'assiette hydropneumatique, une planche de bord plus moderne, une grille avant intégrant les anti-brouillards ainsi qu'un bouclier arrière retouché. Ces modifications annoncent la 412.

## Ferrari 412

### Contexte
La 412 apparaît en 1985 et est la dernière automobile de la série "400".
En 1989 et après 2 909 exemplaires vendus (525 "365 GT4 2+2", 1808 "400GT/400i" et 576 "412"), Ferrari arrête la production et clôt le livre de la saga 2+2 V12 jusqu'en 1994 et l'apparition de la 456 GT. Lui succèderont la M 456 GT en 1998, la 612 Scaglietti en 2004, et la FF en 2011.
En 1985, Ferrari lance une série spéciale de la 412, la "412i" limitée à 175 exemplaires.

### Design

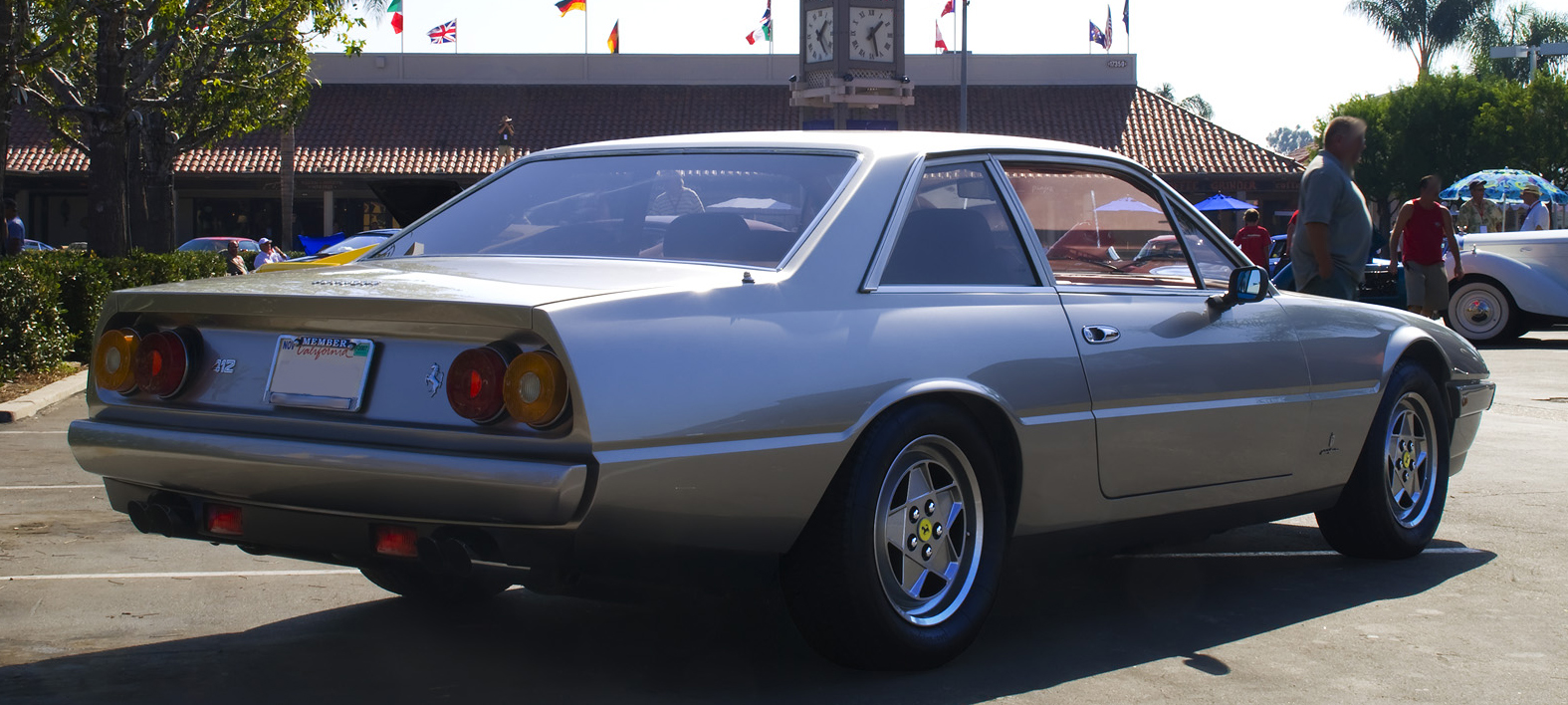
Arrière de la Ferrari 412.

Basé sur la Ferrari 400i, quelques modifications d'ordre esthétiques visent à rajeunir un modèle qui a déjà une dizaine d'années. Ainsi, la malle arrière est légèrement relevée et les échappements sont désormais intégrés au pare-chocs arrière. Pour la première fois, Ferrari propose l'option ABS.

### Moteur - Performances
Pour pallier la perte de puissance due au passage à l'injection, Ferrari choisit en 1985 une légère augmentation de cylindrée pour culminer à 4 942 cm3 et reprendre les 30 ch perdus. Les performances sont en légère hausse.

## Anecdotes
- Enzo Ferrari, le créateur de la marque, utilisait une 365 GT4 2+2 bleue pour ses déplacements personnels. Quelques célèbres propriétaires de 400 sont Pininfarina, Stéphane Collaro ou Laurent Fabius. Giovanni Agnelli, lui, utilisait une 412.
- La 400 servit de base au prototype de Ferrari 4 portes "Pinin" présenté au Salon de Turin par Pininfarina en 1980.
- Dans le film Daft Punk's Electroma réalisé par Thomas Bangalter et Guy-Manuel de Homem-Christo (les 2 membres du célèbre groupe d'electro Daft Punk), les deux acteurs principaux roulent en Ferrari 412 noire à travers le désert de Californie. Cette dernière est immatriculée "HUMAN", en référence à leur album Human After All, sorti en 2005.
- Dans le film Rain Man, Tom Cruise roule régulièrement dans de superbes voitures, dont une Ferrari 400i.
- Dans l'un des derniers plans du film La Cité de la Peur avec l'équipe des Nuls, on retrouve une Ferrari 400i de couleur brune, immatriculée au Luxembourg.